# Edge of the World
Edge of the World (nebo také Rajah a White Rajah) je americký film. Pojednává o britském dobrodruhovi Jamesi Brookeovi, který se stal prvním bílým rádžou ze Sarawaku. Hlavní roli v něm ztvárnil Jonathan Rhys Meyers a dále v něm hrají mimo jiné Dominic Monaghan, Ralph Ineson a Bront Palarae. Autorem scénáře je Rob Allyn, který zároveň snímek produkuje. Režisérem filmu je Michael Haussman. Historie snímku sahá do roku 2010, kdy Allyn objevil v Singapuru Brookeův životopis. Původně měl snímek režírovat Sergei Bodrov. Natáčení filmu začalo v září 2019. Premiéra snímku proběhla v červnu 2021.